# 김성일 종가 고문서
김성일 종가 고문서(金誠一 宗家 古文書)은 경상북도 안동시에 있는 고려시대의 문서류이다. 1987년 3월 7일 대한민국의 보물 제906호로 지정되었다.

## 개요
조선 선조 때의 명신이며 학자인 학봉 김성일(1538∼1593) 종손가에서 보관하여 온 각종 고문서 중에서 지정된 것은 17종 242점이다.
김성일 선생은 선조 1년(1568)에 문과에 급제하여, 이조와 호조의 낭관을 거쳐 선조 9년(1576)에는 서장관으로 명에 다녀왔으며, 선조 23년(1590)에는 통신부사가 되어 정사 황윤길과 함께 일본에 다녀왔다. 이듬해 2월에 일본에 다녀와서 황윤길은 일본이 침략할 것이라고 주장한 반면 김성일은 그렇지 않을 것이라 보고했다. 선조 25년(1592)에 임진왜란이 일어나자 왕은 처벌할 것을 명했으나 서애 유성룡의 변호로 풀려나 각지에서 의병을 일으켜 많은 전공을 세웠다. 학문적으로는 퇴계 이황의 학문을 계승하여 퇴계학파의 일가를 이루었으며, 정치를 하는 동안에는 백성들의 민생고를 해결하기 위한 많은 정책을 폈다.
종손가에서 보관하고 있는 것은 임금이 신하에게 내리는 명령서인 교지, 교서, 유서, 재산분배기록인 분재기 등 10,000여 점이나 되지만, 그 가운데 편지글과 제사에 쓰인 제문은 제외되었다. 지정된 문서를 보면 교서 1점(1592), 교지 및 첩지 59점(1564∼1834), 첩 4점(1630∼1678), 시권 7점(1564∼1844) 등이다.
김성일 선생 개인의 전기를 파악함은 물론이거니와 의성김씨 가계를 파악하는데 도움이 되는 자료이다.

## 참고 자료
- 김성일 종가 고문서 - 국가유산청 국가유산포털